# Fobrux Haren

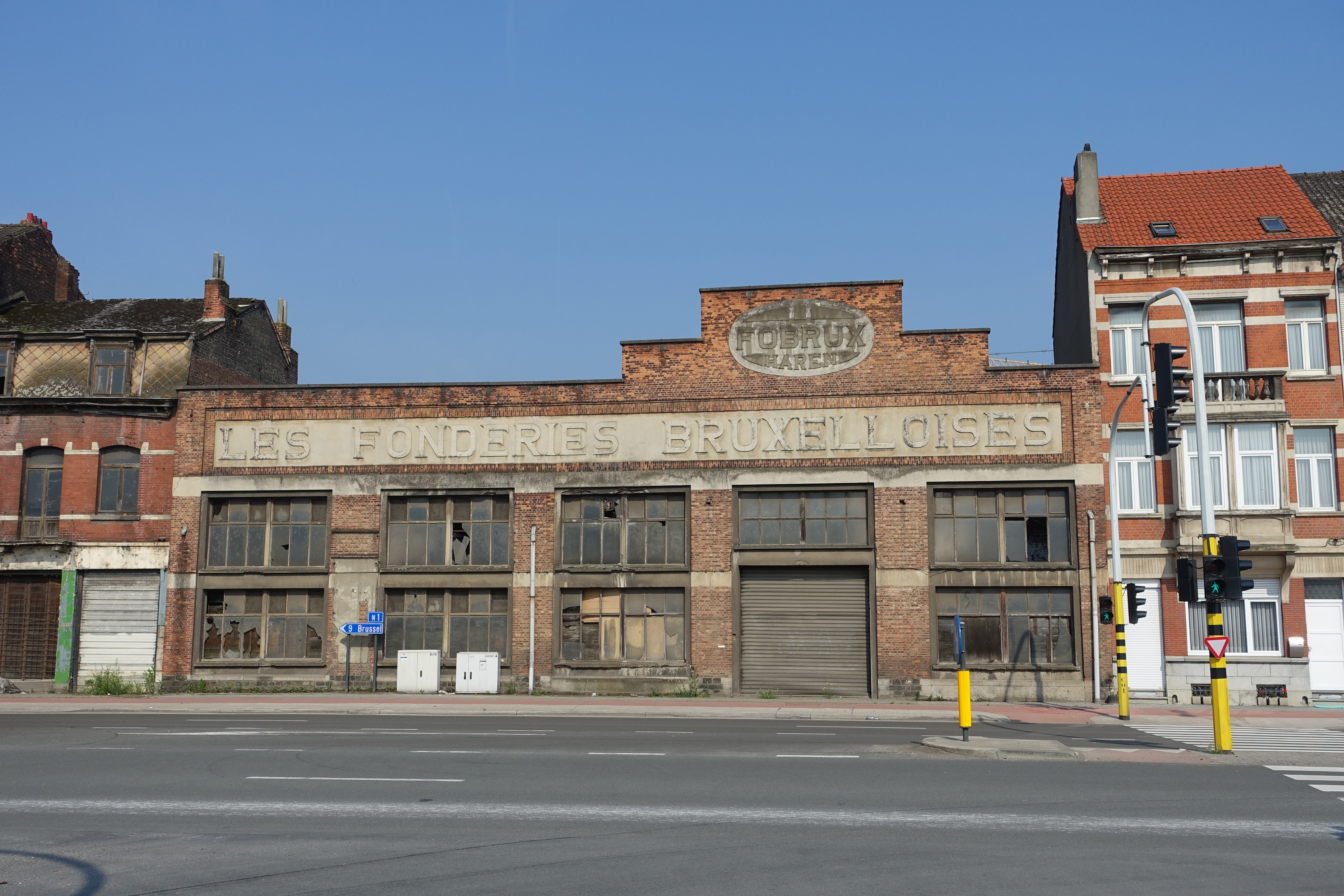
Voorgevel van het bedrijf aan de Schaarbeeklei in Vilvoorde

Fobrux Haren (of Les Fonderies bruxelloises) was een metaalgieterij in het zuiden van de gemeente Vilvoorde, vlak tegen de grens met Brussel (Haren), in de buurt Buda.
De metaalgieterij werd in 1920 opgericht aan de Harensesteenweg. Alhoewel de fabriek op Vilvoords grondgebied lag, verwijst de naam naar Brussel, vermoedelijk omdat deze stad een bekendere naam had. Daarnaast is de afstand tot het centrum van Haren kleiner dan die tot het centrum van Vilvoorde.
In de jaren na de oprichting breidde het bedrijf sterk uit. Er werden voornamelijk keukentoestellen en verwarmingstoestellen als kachels geproduceerd. In de Tweede Wereldoorlog werden de gebouwen zwaar beschadigd, waardoor de productie voor enkele jaren stil lag. De herstelling werd pas beëindigd in 1948. De productie werd beëindigd in 1970.
Een bekende ex-werknemer van de metaalgieterij is Frans Gelders, die er werkte van 1924 tot 1934. Later zou Gelders burgemeester van Vilvoorde en volksvertegenwoordiger, quaestor en ondervoorzitter van de Kamer worden.
Op de gevel langs de Schaarbeeklei staat een groot gecementeerd opschrift "Les Fonderies bruxelloises” en erboven, kleiner, "Fobrux Haren".
Het gebouw is sinds 14-09-2009 als vastgesteld bouwkundig erfgoed Metaalgieterij Fobrux Haren aangeduid.